# Tiempo de descuento
Tiempo de descuento es un cortometraje español de drama del año 2011 dirigido por Pedro Pérez Martí, escrito por Eva Gallardo Fernández y protagonizado por Rubén Faura, Liberato Pérez, Álvaro Ramos y Elio Sils.
Es la primera película de Pérez Martí y fue estrenada el 8 de noviembre de 2011 en la sala de cine Kinépolis de Granada. En tan solo unos meses llegaría su siguiente proyecto, Píldoras.

## Sinopsis
Víctor es un futbolista el cual lleva toda su vida luchando por ser un jugador profesional y convertirse en el fichaje estrella de la temporada, pero llegado el momento en el que está a punto de conseguir el sueño de su vida, se enfrenta al siguiente dilema moral: debe de elegir entre tener una vida tranquila y privada dejando de lado su mayor pasión que es el mundo del fútbol, o ser el centro de todos los focos de atención, siendo la estrella de su equipo y haciendo con su vida lo que la afición espera de él.

## Localizaciones
Uno de los escenarios de la historia es el Estadio Nuevo Los Cármenes, donde disputa sus partido como local el equipo de primera división Granada Club de Fútbol.

## Participación en Festivales
Además de ser nominado en el Festival Iberoamericano de Cortometrajes (FIBABC) de ABC, participó en la Sección Granadina del Festival Ópera Prima en Corto. “Estar seleccionados con el primer cortometraje que hemos hecho en un festival tan importante como éste ya es un logro” declara el cineasta.